# Monumento al General Sabino Fernández Campo
L'escultura urbana coneguda pel nom Monumento al General Sabino Fernández Campo, ubicada al passeig de "los Álamos" del Campo San Francisco, a la ciutat d'Oviedo, Principat d'Astúries, Espanya, és una de les més d'un centenar que adornen els carrers de l'esmentada ciutat espanyola.
El paisatge urbà d'aquesta ciutat, es veu adornat per obres escultòriques, generalment monuments commemoratius dedicats a personatges d'especial rellevància en un primer moment, i més purament artístiques des de finals del segle xx.
L'escultura, feta de bronze, és obra de Víctor Ochoa, i està datada 1997.
El general Sabino Fernández Campo, comte de Latores, secretari de la Casa del Rei entre 1977-1990, cap de la Casa del Rei de 1990-1993 i des del 8 de gener de 1993 conseller privat vitalici, per nomenament del rei Joan Carles I. Aquest últim càrrec li va proporcionar una profunda relació amb el llavors Príncep d'Astúries, Felip de Borbó, i la comunitat autònoma el títol ostenta, sent un dels principals impulsors de la creació de la Fundació Príncep d'Astúries.
El bust de bronze, realitzat a la Fundición Yunta, va ser costejat per donacions privades i particulars, i és característic de l'obra de Víctor Ochoa, qui va poder comptar amb el mateix Fernández Campo com a model.
Presenta signatura: "Ochoa 1997" sobre la pròpia escultura.